# Campionati europei di atletica leggera 1966
I VIII campionati europei di atletica leggera si sono tenuti a Budapest, in Ungheria, dal 30 agosto al 4 settembre del 1966 al Népstadion.

## Nazioni partecipanti
Tra parentesi, il numero di atleti partecipanti per nazione.
- Albania (20)
- Austria (11)
- Belgio (16)
- Bulgaria (14)
- Cecoslovacchia (49)
- Danimarca (7)
- Finlandia (16)
- Francia (52)

- Germania Est (61)
- Germania Ovest (74)
- Gibilterra (1)
- Grecia (15)
- Islanda (3)
- Irlanda (8)
- Italia (35)

- Jugoslavia (13)
- Lussemburgo (3)
- Norvegia (15)
- Paesi Bassi (19)
- Polonia (56)
- Portogallo (1)
- Gran Bretagna (57)

- Romania (18)
- Spagna (7)
- Svezia (25)
- Svizzera (13)
- Turchia (10)
- Ungheria (68)
- Unione Sovietica (83)

## Risultati

### Uomini
| Specialità | Oro                                                                      | Prestazione | Argento                                                                       | Prestazione | Bronzo                                                                           | Prestazione |
| Corse piane |                                                                          |             |                                                                               |             |                                                                                  |             |
| 100 metri | Wiesław Maniak Polonia                                                   | 10"5        | Roger Bambuck Francia                                                         | 10"5        | Claude Piquemal Francia                                                          | 10"5        |
| 200 metri | Roger Bambuck Francia                                                    | 20"9        | Marian Dudziak Polonia                                                        | 21"0        | Jean-Claude Nallet Francia                                                       | 21"0        |
| 400 metri | Stanisław GrędzińskI Polonia                                             | 46"0        | Andrzej Badeński Polonia                                                      | 46"2        | Manfred Kinder Germania Ovest                                                    | 46"3        |
| 800 metri | Manfred Matuchewski Germania Est                                         | 1'45"9      | Franz-Josef Kemper Germania Ovest                                             | 1'46"0      | Bodo Tümmler Germania Ovest                                                      | 1'46"3      |
| 1.500 metri | Bodo Tümmler Germania Ovest                                              | 3'41"9      | Michel Jazy Francia                                                           | 3'42"2      | Harald Norpoth Germania Ovest                                                    | 3'42"4      |
| 5.000 metri | Michel Jazy Francia                                                      | 13'42"8     | Harald Norpoth Germania Ovest                                                 | 13'44"0     | Bernd Dießner Germania Est                                                       | 13'47"8     |
| 10.000 metri | Jürgen Haase Germania Est                                                | 28'26"0     | Lajos Mecser Ungheria                                                         | 28'27"0     | Leonid Mikityenko Unione Sovietica                                               | 28'32"2     |
| Corse a ostacoli |                                                                          |             |                                                                               |             |                                                                                  |             |
| 110 metri ostacoli | Eddy Ottoz Italia                                                        | 13"7        | Heinrich John Germania Ovest                                                  | 14"0        | Marcel Duriez Francia                                                            | 14"0        |
| 400 metri ostacoli | Roberto Frinolli Italia                                                  | 49"8        | Gerard Lossdorfer Germania Ovest                                              | 50"3        | Robert Poirier (atleta) Francia                                                  | 50"5        |
| 3.000 metri siepi | Viktor Kudinsky Unione Sovietica                                         | 8'26"6      | Anatolj Kuryan Unione Sovietica                                               | 8'28"0      | Gaston Roelants Belgio                                                           | 8'28"8      |
| Prove su strada |                                                                          |             |                                                                               |             |                                                                                  |             |
| Maratona | Jim Hogan Gran Bretagna                                                  | 2h20'04"6   | Aurèle Vandendriessche Belgio                                                 | 2H21'43"6   | Gyula Tóth Ungheria                                                              | 2H22'02"0   |
| 20 km marcia | Dieter Lindner Germania Est                                              | 1h29'25"0   | Vladimir Golubničij Unione Sovietica                                          | 1h30'06"0   | Nikolaj Smaga Unione Sovietica                                                   | 1h30'18"0   |
| 50 km marcia | Abdon Pamich Italia                                                      | 4h18'42"0   | Genhady Agapov Unione Sovietica                                               | 4h20'01"2   | Aleksandr Shchterbina Unione Sovietica                                           | 4h20'47"2   |
| Salti |                                                                          |             |                                                                               |             |                                                                                  |             |
| Salto in alto | Jacques Madubost Francia                                                 | 2,12 m      | Robert Saint-Rose Francia                                                     | 2,12 m      | Valeriy Skvortsov Unione Sovietica                                               | 2,09 m      |
| Salto con l'asta | Wolfgang Nordwig Germania Est                                            | 5,10 m      | Christos Papanikolaou Grecia                                                  | 5,05 m      | Hervé d'Encausse Francia                                                         | 5,00 m      |
| Salto in lungo | Lynn Davies Gran Bretagna                                                | 7,98 m      | Igor' Ter-Ovanesjan Unione Sovietica                                          | 7,88 m      | Jean Cochard Francia                                                             | 7,88 m      |
| Salto triplo | Georgj Stoykowski Bulgaria                                               | 16,67 m     | Hans-Jürgen Rückborn Germania Est                                             | 16,66 m     | Henrik Kalocsai Ungheria                                                         | 16,59 m     |
| Lanci |                                                                          |             |                                                                               |             |                                                                                  |             |
| Getto del peso | Vilmos Varjú Ungheria                                                    | 19,43 m     | Nikolay Karaseev Unione Sovietica                                             | 18,82 m     | Władysław Komar Polonia                                                          | 18,68 m     |
| Lancio del disco | Detlef Thorith Germania Est                                              | 57,42 m     | Hartmut Losch Germania Est                                                    | 57,34 m     | Lothar Milde Germania Est                                                        | 56,80 m     |
| Lancio del giavellotto | Jānis Lūsis Unione Sovietica                                             | 84,48 m     | Władysław Nikiciuk Polonia                                                    | 81,76 m     | Gergely Kulcsár Ungheria                                                         | 80,54 m     |
| Lancio del martello | Romual'd Klim Unione Sovietica                                           | 70,02 m     | Gyula Zsivótzky Ungheria                                                      | 68,62 m     | Uwe Beyer Germania Ovest                                                         | 67,28 m     |
| Prove multiple |                                                                          |             |                                                                               |             |                                                                                  |             |
| Decathlon | Werner von Moltke Germania Ovest                                         | 7.740 p.    | Jörg Mattheis Germania Ovest                                                  | 7.614 p.    | Horst Beyer Germania Ovest                                                       | 7.562 p.    |
| Staffette |                                                                          |             |                                                                               |             |                                                                                  |             |
| 4×100 metri | Francia Marc Berger Jocelyn Delecour Claude Piquemal Roger Bambuck       | 39"4        | Unione Sovietica Ėdvin Ozolin Armin Tuyakov Boris Savchuk Nikolai Ivanov      | 39"8        | Germania Ovest Hans-Jürgen Felsen Gert Metz Dieter Enderlein Manfred Knickenberg | 39"8        |
| 4×400 metri | Polonia Jan Werner Edmund Borowski Stanisław Grędziński Andrzej Badeński | 3'04"5      | Germania Ovest Friedrich Roderfeld Jens Ulbricht Rolf Krüsmann Manfred Kinder | 3'04"8      | Germania Est Joachim Both Günter Klann Michael Zerbes Wilfried Weiland           | 3'05"7      |
| record mondiale; record mondiale stagionale; record europeo; record europeo stagionale; record dei campionati; record nazionale; record personale; record personale stagionale. |                                                                          |             |                                                                               |             |                                                                                  |             |

### Donne
| Specialità | Oro                                                                             | Prestazione | Argento                                                                | Prestazione | Bronzo                                                                           | Prestazione |
| Corse piane |                                                                                 |             |                                                                        |             |                                                                                  |             |
| 100 metri | Ewa Kłobukowska Polonia                                                         | 11"5        | Irena Kirszenstein Polonia                                             | 11"5        | Karin Frisch Germania Ovest                                                      | 11"8        |
| 200 metri | Irena Kirszenstein Polonia                                                      | 23"1        | Ewa Kłobukowska Polonia                                                | 23"4        | Vera Popkova Unione Sovietica                                                    | 23"7        |
| 400 metri | Anna Chmelková Cecoslovacchia                                                   | 52"9        | Antónia Munkácsi Ungheria                                              | 53"9        | Monique Noirot Francia                                                           | 54"0        |
| 800 metri | Vera Nikolić Jugoslavia                                                         | 2'02"8      | Zsuzsa Szabó Ungheria                                                  | 2'03"1      | Antje Gleichfeld Germania Ovest                                                  | 2'03"7      |
| Corse a ostacoli |                                                                                 |             |                                                                        |             |                                                                                  |             |
| 80 metri ostacoli | Karin Balzer Germania Est                                                       | 10"7        | Karin Frisch Germania Ovest                                            | 10"7        | Elżbieta Bednarek Polonia                                                        | 10"7        |
| Salti |                                                                                 |             |                                                                        |             |                                                                                  |             |
| Salto in alto | Taïsija Čenčyk Unione Sovietica                                                 | 1,75 m      | Liudmila Komleva Unione Sovietica                                      | 1,73 m      | Jarosława Bieda Polonia                                                          | 1,71 m      |
| Salto in lungo | Irena Kirszenstein Polonia                                                      | 6,55 m      | Diana Yorgova Bulgaria                                                 | 6,45 m      | Helga Hoffmann Germania Ovest                                                    | 6,38 m      |
| Lanci |                                                                                 |             |                                                                        |             |                                                                                  |             |
| Getto del peso | Nadežda Čižova Unione Sovietica                                                 | 17,22 m     | Margitta Gummel Germania Est                                           | 17,05 m     | Marita Lange Germania Est                                                        | 16,96 m     |
| Lancio del disco | Christine Spielberg Germania Est                                                | 57,76 m     | Liesel Westermann Germania Ovest                                       | 57,38 m     | Anita Hentschel Germania Est                                                     | 56,80 m     |
| Lancio del giavellotto | Marion Lüttge Germania Est                                                      | 58,74 m     | Mihaela Peneș Romania                                                  | 56,94 m     | Valentina Popova Unione Sovietica                                                | 56,70 m     |
| Prove multiple |                                                                                 |             |                                                                        |             |                                                                                  |             |
| Pentathlon | Valentina Tikhomirova Unione Sovietica                                          | 4.787 p.    | Heide Rosendahl Germania Ovest                                         | 4.765 p.    | Inge Exner Germania Est                                                          | 4.713 p.    |
| Staffette |                                                                                 |             |                                                                        |             |                                                                                  |             |
| 4×100 metri | Polonia Elzbieta Bednarek Danuta Straszynska Irena Kirszenstein Ewa Kłobukowska | 44"4        | Germania Ovest Renate Meyer Hannelore Trabert Karin Frisch Jutta Stöck | 44"5        | Unione Sovietica Vera Popkova Valentina Bolshova Lyudmila Samotesova Renate Laze | 44"6        |
| record mondiale; record mondiale stagionale; record europeo; record europeo stagionale; record dei campionati; record nazionale; record personale; record personale stagionale. |                                                                                 |             |                                                                        |             |                                                                                  |             |

## Medagliere
Legenda
     Paese ospitante
| Posizione | Paese            | Oro | Argento | Bronzo | Totale |
| --------- | ---------------- | --- | ------- | ------ | ------ |
| 1         | Germania Est     | 8   | 3       | 6      | 17     |
| 2         | Polonia          | 7   | 5       | 3      | 15     |
| 3         | Unione Sovietica | 6   | 7       | 7      | 20     |
| 4         | Francia          | 4   | 3       | 7      | 14     |
| 5         | Italia           | 3   | 0       | 0      | 3      |
| 6         | Germania Ovest   | 2   | 10      | 9      | 21     |
| 7         | Gran Bretagna    | 2   | 0       | 0      | 2      |
| 8         | Ungheria         | 1   | 4       | 3      | 8      |
| 9         | Bulgaria         | 1   | 1       | 0      | 2      |
| 10        | Cecoslovacchia   | 1   | 0       | 0      | 1      |
| 10        | Jugoslavia       | 1   | 0       | 0      | 1      |
| 12        | Belgio           | 0   | 1       | 1      | 2      |
| 13        | Grecia           | 0   | 1       | 0      | 1      |
| 13        | Romania          | 0   | 1       | 0      | 1      |
| Totale    | Totale           | 36  | 36      | 36     | 108    |